# Gouvernement Léon Faucher
Deuxième République
Petit ministère Dernier ministère
Le gouvernement Léon Faucher est le gouvernement qui a dirigé la Deuxième République française entre le 10 avril et le 26 octobre 1851, date à laquelle il fut remplacé par un gouvernement dirigé par le président de la République, Louis-Napoléon Bonaparte.

## Louis-Napoléon Bonaparte, président de la République (1848-1852)
Le gouvernement dont Léon Faucher est la figure principale, est mis en place par le président de la République Louis Napoléon Bonaparte le 10 avril 1851 et est renvoyé par le même président le 26 octobre 1851. C'est un ministère de compromis entre le Parti de l'Ordre et les bonapartistes dans la période qui précède le coup d'État du 2 décembre 1851.

## Composition du gouvernement
Le nouveau gouvernement succède à un ministère où l'on comptait de nombreux « techniciens » en raison du rejet, au début de janvier 1851, par l'Assemblée d'un gouvernement bonapartiste. Le président est contraint de composer avec la majorité législative (Parti de l'Ordre).

## Ministres nommés le10 avril 1851
- Ministre de l'Intérieur et principal ministre : Léon Faucher de tendance monarchiste
- Ministre de la Justice : Eugène Rouher (bonapartiste)
- Ministre des Affaires étrangères : Pierre Jules Baroche (bonapartiste)
- Ministre de la Guerre : général Jacques Louis Randon (bonapartiste)
- Ministre de la Marine et des Colonies : Prosper de Chasseloup-Laubat (monarchiste)
- Ministre des Travaux publics : Pierre Magne (bonapartiste)
- Ministre de l'Instruction publique et des Cultes : Marie Jean Pierre Pie Frédéric Dombidau de Crouseilhes (monarchiste)
- Ministre de l'Agriculture et du Commerce : Louis Buffet (monarchiste)
- Ministre des Finances : Achille Fould (bonapartiste)

## Nomination le26 avril 1851
- Sous-secrétaire d'État aux Finances : Adolphe Vuitry

## Politique du gouvernement
La grande affaire du ministère est la révision constitutionnelle destinée à permettre une nouvelle candidature du président de la République en exercice Louis Napoléon Bonaparte (ce qui était interdit par la Constitution de 1848). Cette révision est refusée par l'Assemblée le 19 juillet 1851 (par 446 pour et 270 contre, mais il fallait une majorité qualifiée de 543).
Un ministère de personnalités assez effacées lui succède jusqu'au Coup d'État du 2 décembre.